# Вульфен, Франц Ксавер фон
Франц Ксавер фон Вульфен (нем. Franz Xaver von Wulfen) — австрийский иезуит, ботаник и минералог. Известен как первооткрыватель растения Wulfenia carinthiaca и минерала, названного в его честь вульфенит.

## Биография

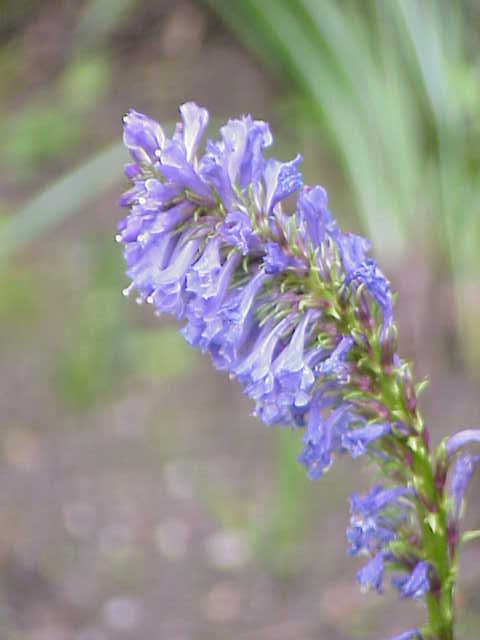
Wulfenia carinthiaca

Вульфен родился в Белграде в семье фельдмаршал-лейтенанта Кристиана Фридриха фон Вульфена.
После окончания обучения в Кашау (тогда Венгрия), он в 1745 году вступил в орден иезуитов. Он изучал философию, математику и теологию. С 1755 года он преподавал: в 1755 году в Гориции, с 1756 года в Терезиануме в Вене, в 1761 году в Гориции, с 1762 года в Любляне. В 1763 года он дал обет священства. С 1764 года он преподавал физику и математику в лицее Клагенфурта. С 1769 года он был только духовником. После окончания своей преподавательской деятельности и после упразднения ордена иезуитов в 1773 году он посвятил себя научным исследованиям, особенно ботанике и минералогии. В 1797 году большая часть его коллекций была разграблена французскими оккупантами.
В 1799 и 1800 году Вульфен стал участником восхождения на гору Гросглокнер.
Вульфен был членом академий и научных обществ Берлина, Эрлангена, Йены, Гёттингена, Клагенфурта и Стокгольма. К его многочисленным партнёрам по переписке принадлежали Николаус Жакен и Иоганн Христиан Шребер.

## Научные исследования

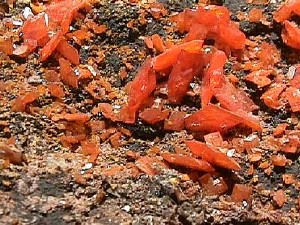
Вульфенит

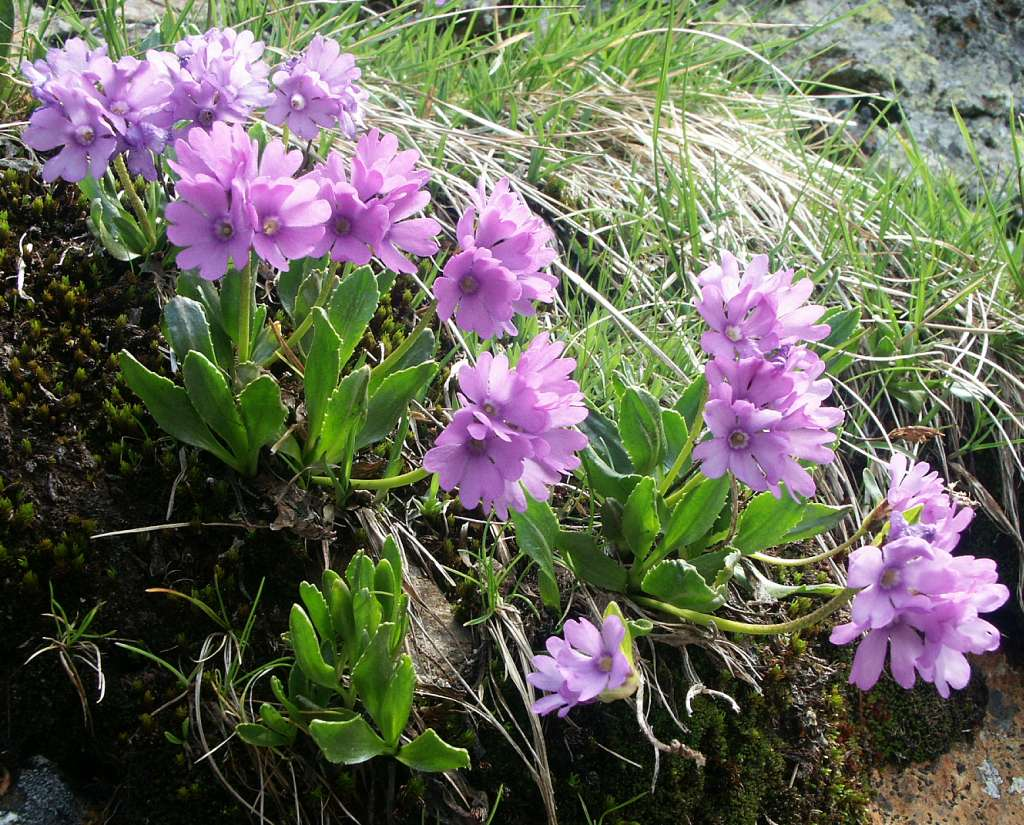
Primula glutinosa

Основной областью исследований Вульфена были Восточные Альпы, флору и флору которых он интенсивно исследовал. Он описал несколько новых видов растений, как цветковые растения, так и тайнобрачные, особенно лишайники. Он часто путешествовал к Адриатике, а также в Голландию.
Другой областью исследований была минералогия. Обнаруженная им в 1841 году жёлтая свинцовая руда была названа в его честь вульфенитом.
К альпийским растениям, впервые описанным Вульфеном относятся:
- Wulfenia carinthiaca
- Campanula zoysii
- Primula glutinosa
- Saxifraga moschata
- Androsace chamaejasme
- Achillea moschata

Водоросли из Адриатики:
- Ulva stellata, сейчас Anadyomene stellata (Wulfen) C. Agardh
- Fucus musciformis, сейчас Hypnea musciformis (Wulfen) J.V.Lamour
- Fucus filamentosus, сейчас Spyridia filamentosa (Wulfen) Harv.
- Fucus simplex, сейчас Digenea simplex (Wulfen) C. Agardh

## Труды
- Plantae rariores carinthiacae. In: Miscellanea austriaca ad botanicam, chemiam et historiam naturalem spectantia, hrsg. von N. J. Jacquin, Vol. 1 (1778) S. 147-163 und Vol. 2 (1781) S. 25-183.
- Abhandlung vom Kärntner Bleispate, 1785
- Plantae rariores carinthiacae. In: Collectanea as botanicam, chemiam et historiam naturalem, hrsg. von N. J. Jacquin, Vol. I (1786) S. 186-364, Vol. II (1788) S. 112-234, Vol. III (1789) S. 3-166, Vol. IV (1790) S. 227-348.
- Descriptiones Quorumdam Capensium Insectorum, 1786 (Digitalisat)
- Plantae rariores descriptae, 1803
- Cryptogama aquatica, 1803
- Flora Norica phanerogama, 1858, postum hrsg. von Eduard Fenzl und Graf